# Glomera myrtillus
Glomera myrtillus är en orkidéart som först beskrevs av Rudolf Schlechter, och fick sitt nu gällande namn av André Schuiteman och De Vogel. Glomera myrtillus ingår i släktet Glomera och familjen orkidéer. Inga underarter finns listade i Catalogue of Life.